# Central Link
Il Central Link è una metrotranvia che va dal centro di Seattle all'Aeroporto di Seattle-Tacoma. È la fase iniziale del progetto Link Light Rail della Sound Transit. Il servizio funziona sette giorni a settimana, dalle cinque del mattino all'una di notte da lunedì a sabato e dalle sei del mattino a mezzanotte di domenica. I treni sono composti da due vagoni, ognuno di esso con la capacità di 200 passeggeri, 74 seduti e 126 in piedi. Il servizio è stato inaugurato il 18 luglio 2009 ed operava inizialmente tra Downtown Seattle e Tukwila, per un totale di 22.4 km operativi. Il servizio venne esteso di 2.7 km, da Tukwila a SeaTac Airport il 19 dicembre 2009.

## Tragitto
Il terminal Nord si trova a Westlake Station vicino all'incrocio tra Pine Street e 4th Avenue.  I treni del Central Link operano all'interno del Downtown Seattle Transit Tunnel, dividendo la corsia con gli autobus ibridi. La linea utilizza quattro delle cinque stazioni del tunnel (unica eccezione è Convention Place Station). Dopo essere uscito all'estremità Sud del tunnel alla stazione International District/Chinatown, il percorso si unisce alla linea di SoDo (ex 5th Avenue S.) continuando in corsia preferenziale con priorità ad ogni incrocio. La linea ha due fermate nella corsia, quindi risale in sezione sopraelevata.

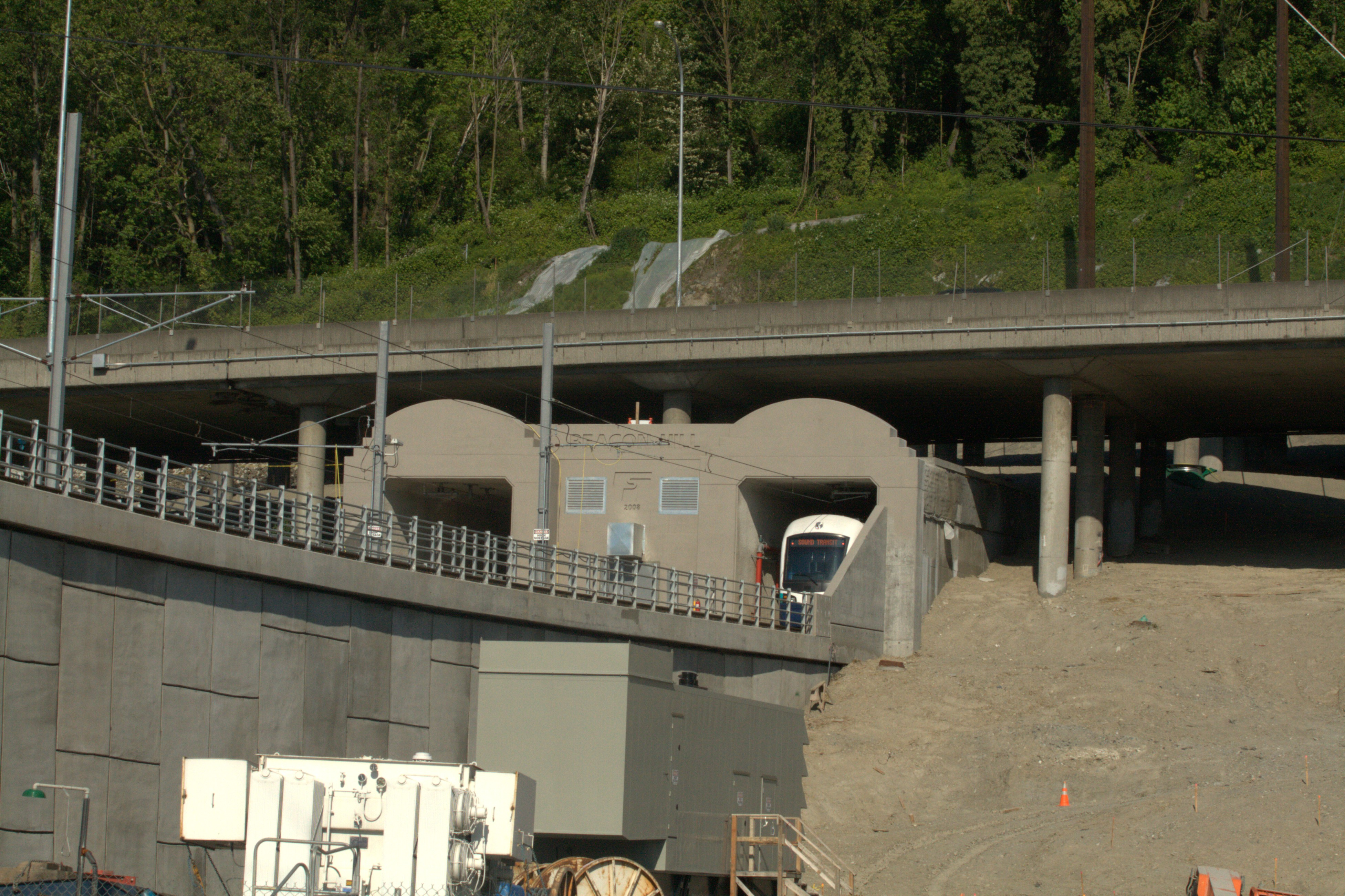
Portale Ovest del Beacon Hill tunnel

La linea quindi entra in un tunnel attraverso Beacon Hill ed effettua una fermata in sotterranea (Beacon Hill Station). Uscendo dal tunnel, la linea risale su un ponte sopraelevato. Arriva alla fermata di Mount Baker Station presso la Benjamin Franklin High School prima di tornare al livello del suolo alla Martin Luther King Jr. Way S. dove effettua tre fermate nella Rainier Valley.

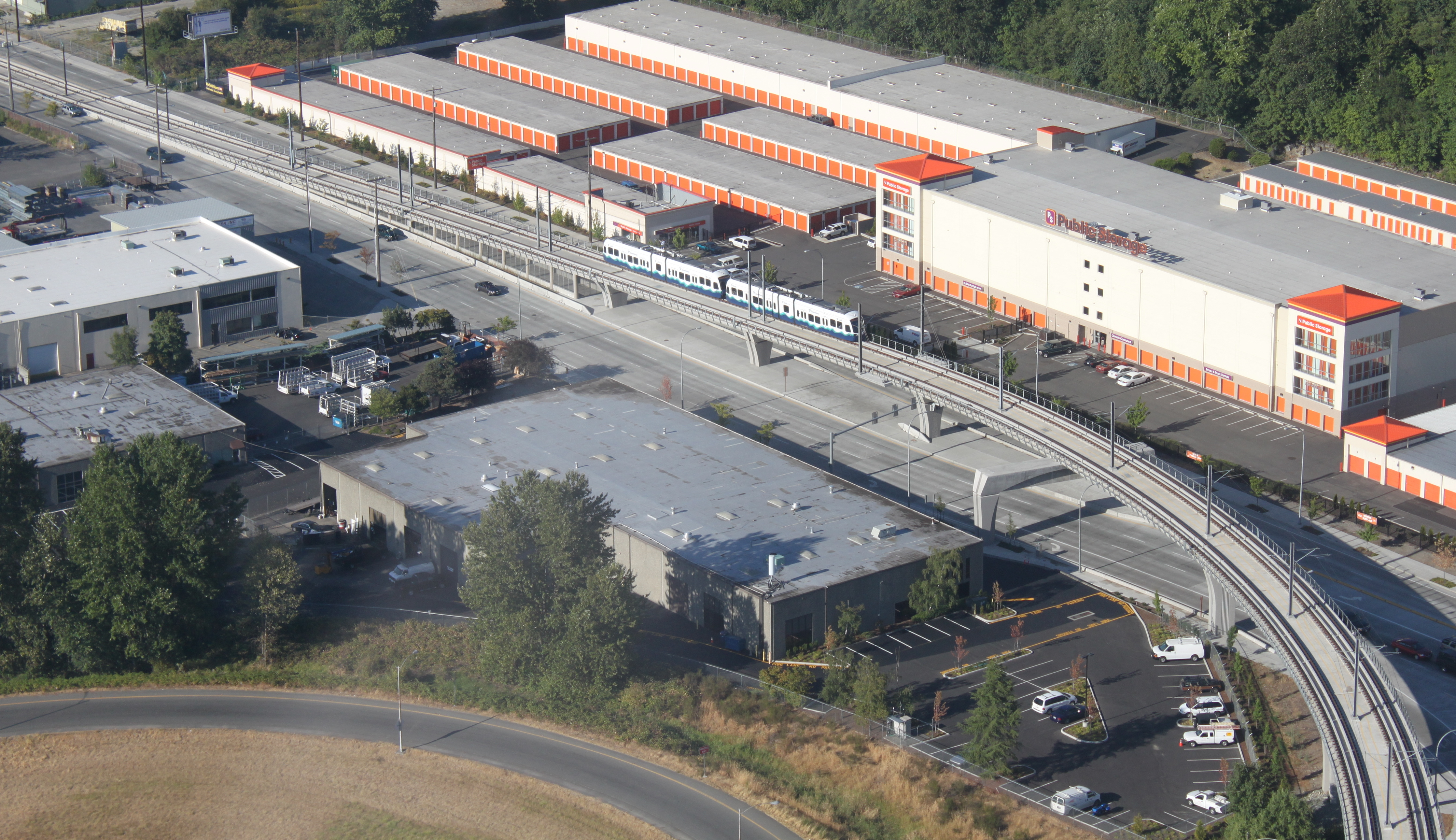
Central Link mentre sale sul ponte sopraelevato su Martin Luther King Junior Way

Continuando verso Sud su Martin Luther King Jr. Way S., torna ad essere elevato lungo Boeing Access Road, E. Marginal Way S., Interurban Avenue S., Washington State Route 599 e Interstate 5. Appena a Nord della Washington State Route 518, la linea gira ad Ovest parallelamente alla SR518. Si ferma alla stazione Tukwila International Boulevard prima di attraversare Washington State Route 99 e continua al centro della corsia preferenziale North Airport Expressway fino a terminal Sud all'Aeroporto di Seattle in stazione sopraelevata a Nord-Ovest del parcheggio, immediatamente ad Ovest dell'International Boulevard.

## Stazioni
|                                                        | Nome                             | Anno d'apertura | Città                            | Localizzazione                                            | Piattaforma | Note                                                                                   |
| ------------------------------------------------------ | -------------------------------- | --------------- | -------------------------------- | --------------------------------------------------------- | ----------- | -------------------------------------------------------------------------------------- |
| Fine della linea; espansioni future (Northgate Link)   |                                  |                 |                                  |                                                           |             |                                                                                        |
|                                                        | University of Washington         | 2016            | University District              |                                                           | Centrata    |                                                                                        |
|                                                        | Capitol Hill                     | 2016            | Capitol Hill                     |                                                           | Centrata    |                                                                                        |
| Downtown Seattle Transit Tunnel                        |                                  |                 |                                  |                                                           |             |                                                                                        |
|                                                        | Westlake                         | 1990            | Downtown Seattle                 | sotto 4th Avenue e Pine Street                            | Esterna     | Interconnessione con monorotaia e rete tranviaria.                                     |
|                                                        | University Street                | 1990            | Downtown Seattle                 | sotto 3rd Avenue e University Street                      | Esterna     |                                                                                        |
|                                                        | Pioneer Square                   | 1990            | Pioneer Square                   | sotto 3rd Avenue e Cherry Street                          | Esterna     |                                                                                        |
|                                                        | International District/Chinatown | 1990            | International Distric/ Chinatown | sotto Union Station tra 5th Avenue S. e S. Jackson Street | Esterna     | Interscambio con il servizio ferroviario suburbano Sounder                             |
| Connessione per le future espansioni (East Link)       |                                  |                 |                                  |                                                           |             |                                                                                        |
| Surface                                                |                                  |                 |                                  |                                                           |             |                                                                                        |
|                                                        | Stadium                          | 2009            | SoDo                             | SoDo Busway & S. Royal Brougham Way                       | Centrata    | Larga piattaforma per servire il Safeco Field e il Qwest Field                         |
|                                                        | SODO                             | 2009            | SoDo                             | SoDo Busway & S. Lander Street                            | Esterna     |                                                                                        |
| Tunnel                                                 |                                  |                 |                                  |                                                           |             |                                                                                        |
|                                                        | Beacon Hill                      | 2009            | Beacon Hill,                     | under Beacon Avenue S. & S. Lander Street                 | Centrata    |                                                                                        |
| Sopraelevata                                           |                                  |                 |                                  |                                                           |             |                                                                                        |
|                                                        | Mount Baker                      | 2009            | Mount Baker                      | Martin Luther King Jr. Way S. & Rainier Avenue S.         | Esterna     |                                                                                        |
| Superficie (Martin Luther King Jr. Way)                |                                  |                 |                                  |                                                           |             |                                                                                        |
|                                                        | Columbia City                    | 2009            | Columbia City                    | MLK Jr. Way S. tra S. Edmunds e S. Alaska Streets         | Esterna     |                                                                                        |
|                                                        | Othello                          | 2009            | Beacon Hill                      | MLK Jr. Way S. between S. Othello & S. Myrtle Streets     | Esterna     |                                                                                        |
|                                                        | Rainier Beach                    | 2009            | Rainier Valley                   | MLK Jr. Way S. e S. Henderson Street                      | Centrale    |                                                                                        |
| Sopraelevata                                           |                                  |                 |                                  |                                                           |             |                                                                                        |
|                                                        | Tukwila International Boulevard  | 2009            | Tukwila                          | Tukwila International Blvd                                | Esterna     | 600-space park & ride lot                                                              |
|                                                        | Aeroporto di Seattle-Tacoma      | 2009            | Aeroporto di Seattle-Tacoma      | Ad Est del parcheggio dell'aerostazione                   | Centrale    | Ponti pedonali verso il terminal principale kiss-and-ride center at International Blvd |
| Angle Lake                                             | 2016                             | SeaTac          |                                  |                                                           | Centrata    |                                                                                        |
| Fine della linea; futura espansione (Federal Way Link) |                                  |                 |                                  |                                                           |             |                                                                                        |

## Tariffe
Le tariffe sul Link sono basate sulla distanza percorsa, con una tariffa flat di $1.75 più 5 centesimi per miglio, arrotondato al quarto di dollaro più vicino. Il costo massimo di un biglietto di sola andata è di $2.50, per una corsa tra Downtown Seattle e l'Aeroporto di Seattle-Tacoma. Anche se gli autobus della Metro sono gratuiti all'interno del Downtown Seattle Transit Tunnel (durante le ore gratuite dalle 6 del matitno alle 7 di sera), i treni del Central Link non lo sono. Mantenere gratuite le corse avrebbe aumentato i biglietti a pagamento di 25 centesimi.
Le tariffe per adulti del Link sono le seguenti:
| Westlake | Westlake          | Westlake          | Westlake                         | Westlake                         | Westlake                         | Westlake                         | Westlake                         | Westlake                         | Westlake                         | Westlake                         | Westlake                         | Westlake                         |
| -------- | ----------------- | ----------------- | -------------------------------- | -------------------------------- | -------------------------------- | -------------------------------- | -------------------------------- | -------------------------------- | -------------------------------- | -------------------------------- | -------------------------------- | -------------------------------- |
| $1.75    | University Street | University Street | University Street                | University Street                | University Street                | University Street                | University Street                | University Street                | University Street                | University Street                | University Street                | University Street                |
| $1.75    | $1.75             | Pioneer Square    | Pioneer Square                   | Pioneer Square                   | Pioneer Square                   | Pioneer Square                   | Pioneer Square                   | Pioneer Square                   | Pioneer Square                   | Pioneer Square                   | Pioneer Square                   | Pioneer Square                   |
| $1.75    | $1.75             | $1.75             | International District/Chinatown | International District/Chinatown | International District/Chinatown | International District/Chinatown | International District/Chinatown | International District/Chinatown | International District/Chinatown | International District/Chinatown | International District/Chinatown | International District/Chinatown |
| $1.75    | $1.75             | $1.75             | $1.75                            | Stadium                          | Stadium                          | Stadium                          | Stadium                          | Stadium                          | Stadium                          | Stadium                          | Stadium                          | Stadium                          |
| $1.75    | $1.75             | $1.75             | $1.75                            | $1.75                            | SODO                             | SODO                             | SODO                             | SODO                             | SODO                             | SODO                             | SODO                             | SODO                             |
| $1.75    | $1.75             | $1.75             | $1.75                            | $1.75                            | $1.75                            | Beacon Hill                      | Beacon Hill                      | Beacon Hill                      | Beacon Hill                      | Beacon Hill                      | Beacon Hill                      | Beacon Hill                      |
| $2.00    | $2.00             | $2.00             | $2.00                            | $1.75                            | $1.75                            | $1.75                            | Mount Baker                      | Mount Baker                      | Mount Baker                      | Mount Baker                      | Mount Baker                      | Mount Baker                      |
| $2.00    | $2.00             | $2.00             | $2.00                            | $1.75                            | $1.75                            | $1.75                            | $1.75                            | Columbia City                    | Columbia City                    | Columbia City                    | Columbia City                    | Columbia City                    |
| $2.00    | $2.00             | $2.00             | $2.00                            | $2.00                            | $2.00                            | $2.00                            | $1.75                            | $1.75                            | Othello                          | Othello                          | Othello                          | Othello                          |
| $2.00    | $2.00             | $2.00             | $2.00                            | $2.00                            | $2.00                            | $2.00                            | $2.00                            | $1.75                            | $1.75                            | Rainier Beach                    | Rainier Beach                    | Rainier Beach                    |
| $2.50    | $2.50             | $2.50             | $2.50                            | $2.25                            | $2.25                            | $2.25                            | $2.25                            | $2.00                            | $2.00                            | $2.00                            | Tukwila International Blvd       | Tukwila International Blvd       |
| $2.50    | $2.50             | $2.50             | $2.50                            | $2.50                            | $2.25                            | $2.25                            | $2.25                            | $2.25                            | $2.25                            | $2.00                            | $1.75                            | SeaTac/Airport                   |

Tariffe ridotte sono disponibili per gli anziani (over 65), i disabili (con certificazione), e giovani (6-18 anni). Le tariffe ridotte possono essere determinate dal costo della tariffa da adulti:
| Adulti | anziani/ disabili | giovani |
| ------ | ----------------- | ------- |
| $1.75  | $0.75             | $1.25   |
| $2.00  | $1.00             | $1.50   |
| $2.25  | $1.00             | $1.75   |
| $2.50  | $1.25             | $2.00   |

### Trasferimenti
Agli utenti della ORCA Card il calcolo della tariffa viene calcolato in automatico. Gli utilizzatori dei biglietti cartacei non possono avere abbonamenti, il loro biglietto è valido per una sola corsa a meno che non venga acquistato un biglietto Link Round Trip Ticket, che permette viaggi illimitati tra le stazioni per l'intera giornata.
Dal Central Link agli autobus o viceversa
Solo le ORCA Card possono essere usate senza dover pagare un altro biglietto passando dal Central Link agli autobus per le seguenti compagnie: Sound Transit Express, King County Metro, Community Transit o Pierce Transit.

## Capolinea
Il Central Link funziona seguendo i seguenti orari:
|                     | Orario                      | Capolinea |
| ------------------- | --------------------------- | --------- |
| Da lunedì a venerdì | 5:00 am – 6:00 am           | 15        |
| Da lunedì a venerdì | 6:00 am – 8:30 am           | 7.5       |
| Da lunedì a venerdì | 8:30 am – 3:00 pm           | 10        |
| Da lunedì a venerdì | 3:00 pm – 6:30 pm           | 7.5       |
| Da lunedì a venerdì | 6:30 pm – 10:00 pm          | 10        |
| Da lunedì a venerdì | 10:00 pm – 1:00 am          | 15        |
| Sabato              | 5:00 am – 8:00 am           | 15        |
| Sabato              | 8:00 am – 10:00 pm          | 10        |
| Sabato              | 10:00 pm – 1:00 am          | 15        |
| Domenica            | 6:00 am – 8:00 am           | 15        |
| Domenica            | 8:00 am – 10:00 pm          | 10        |
| Domenica            | 10:00 pm - 12:00 mezzanotte | 15        |

## Tempi di percorrenza
I veicoli vanno a una velocità di crociera di 89 km/h, con un tempo di viaggio di 36 minuti da un terminal all'altro.  I tempi di percorrenza intermedi sono i seguenti; tutti misurati in minuti.
| Westlake | Westlake          | Westlake          | Westlake                         | Westlake                         | Westlake                         | Westlake                         | Westlake                         | Westlake                         | Westlake                         | Westlake                         | Westlake                         | Westlake                         |
| -------- | ----------------- | ----------------- | -------------------------------- | -------------------------------- | -------------------------------- | -------------------------------- | -------------------------------- | -------------------------------- | -------------------------------- | -------------------------------- | -------------------------------- | -------------------------------- |
| 2        | University Street | University Street | University Street                | University Street                | University Street                | University Street                | University Street                | University Street                | University Street                | University Street                | University Street                | University Street                |
| 4        | 2                 | Pioneer Square    | Pioneer Square                   | Pioneer Square                   | Pioneer Square                   | Pioneer Square                   | Pioneer Square                   | Pioneer Square                   | Pioneer Square                   | Pioneer Square                   | Pioneer Square                   | Pioneer Square                   |
| 6        | 4                 | 2                 | International District/Chinatown | International District/Chinatown | International District/Chinatown | International District/Chinatown | International District/Chinatown | International District/Chinatown | International District/Chinatown | International District/Chinatown | International District/Chinatown | International District/Chinatown |
| 8        | 6                 | 4                 | 2                                | Stadium                          | Stadium                          | Stadium                          | Stadium                          | Stadium                          | Stadium                          | Stadium                          | Stadium                          | Stadium                          |
| 10       | 7                 | 6                 | 4                                | 2                                | SODO                             | SODO                             | SODO                             | SODO                             | SODO                             | SODO                             | SODO                             | SODO                             |
| 13       | 11                | 9                 | 7                                | 5                                | 2                                | Beacon Hill                      | Beacon Hill                      | Beacon Hill                      | Beacon Hill                      | Beacon Hill                      | Beacon Hill                      | Beacon Hill                      |
| 14       | 12                | 10                | 8                                | 6                                | 5                                | 3                                | Mount Baker                      | Mount Baker                      | Mount Baker                      | Mount Baker                      | Mount Baker                      | Mount Baker                      |
| 17       | 15                | 13                | 11                               | 9                                | 8                                | 5                                | 3                                | Columbia City                    | Columbia City                    | Columbia City                    | Columbia City                    | Columbia City                    |
| 22       | 19                | 18                | 16                               | 14                               | 12                               | 9                                | 8                                | 5                                | Othello                          | Othello                          | Othello                          | Othello                          |
| 25       | 23                | 21                | 19                               | 17                               | 16                               | 13                               | 11                               | 8                                | 4                                | Rainier Beach                    | Rainier Beach                    | Rainier Beach                    |
| 34       | 32                | 30                | 28                               | 26                               | 24                               | 21                               | 20                               | 17                               | 12                               | 9                                | Tukwila International Blvd       | Tukwila International Blvd       |
| 36       | 34                | 32                | 30                               | 28                               | 27                               | 24                               | 22                               | 19                               | 15                               | 11                               | 2                                | SeaTac/Airport                   |

I 36 minuti di percorrenza sono simili ai 32 minuti che erano necessari, senza considerare ritardi, alla linea autobus Route 194 che collegava Convention Place Station all'aeroporto. I tempi di attesa sono minori e l'accesso al servizio è migliore, i treni della metropolitana leggera hanno una frequenza maggiore durante le ore del giorno rispetto alla linea Route 194 e conta più fermate tra i centro e l'aeroporto. Visto che la metropolitana leggera viaggia su un proprio percorso separato non può essere bloccato nel traffico e subire ritardi.
King County Metro discontinued route 194 on February 6, 2010. I passeggeri che utilizzavano la linea Route 194 da Kent/Des Moines o Star Lake (272nd) diretti all'area Nord dell'aeroporto adesso devono usare la linea Route 574 e usare la coincidenza con il Central Link presso l'aeroporto. Dopo un'ulteriore espansione, le linee Route 577 e Route 578 adesso forniscono un collegamento diretto tra il Federal Way Transit Center e Downtown Seattle. Diversamente dall'ex linea Route 194, la Route 577 e la Route 578 non arrivano al parcheggio Federal Way, ma accorciano il tempo di percorrenza di 26 minuti.

## Passeggeri
I passeggeri sono aumentati dall'apertura della linea nel luglio del 2009, gli aumenti sono stati costanti mensilmente fino ad arrivare a 21 774 nel maggio del 2010. Il completamento della linea fino al suo punto finale dell'aeroporto ha permesso di interrompere alcune linee di autobus passando i passeggeri all'interno della metropolitana leggera e ha contribuito a un aumento considerevole dei passeggeri. La Sound Transit conta i passeggeri attraverso un sistema a sensori infrarossi nelle porte d'ingresso.

## Equipaggiamento

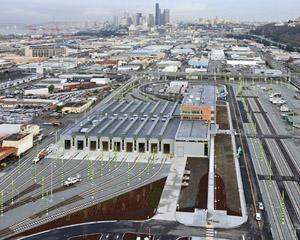
Il deposito manutenzionale

La Kinki Sharyo venne scelta per progettare e costruire i veicoli di metropolitana leggera e le strutture di supporto. Trentacinque vagoni sono stati consegnati tra il novembre del 2006 ed il settembre del 2008. Ogni veicolo è lungo 29 metri e largo 2,7 metri, al suo interno può ospitare 200 persone (di cui 74 sedute) e sono bidirezionali, per permettere il transito in entrambe le direzioni. Inizialmente verranno usati treni composti da due vagoni, ma all'incremento dei passeggeri i treni potranno essere composti da quattro vagoni. Fino al completamento dell'University Link potranno poter essere usati solo tre vagoni a causa della lunghezza of the stub tracks at the north end interlock. La velocità massima della metropolitana leggera è di 105 km/h.
È prevista la consegna di ulteriori 27 vagoni al Sound Transit da parte della Kinkisharyo alla velocità di uno al mese a cominciare dall'agosto del 2010.
Il progetto attuale prevede 180 unità totali entro il 2030.